# Ashley Swearengin
Ashley Emile Swearengin (Texas, 24 mei 1972) was van 6 januari 2009 tot 3 januari 2017 de 21e burgemeester van de Amerikaanse stad Fresno in Californië. Ze volgde Alan Autry op, die van 5 januari 2001 tot 6 januari 2009 burgemeester was. Swearengin was de tweede vrouwelijke burgemeester van de stad na Karen Humphrey. Ze was een van de twee kandidaten (na een voorverkiezing) voor de verkiezing van de State Controller van Californië op 4 november 2014, die ze uiteindelijk verloor van Betty T. Lee.

## Biografie

### Jeugd
Swearengin werd geboren als Newton in Texas en groeide op in Arkansas. Haar gezin verhuisde naar Fresno in 1987 en daar behaalde ze haar diploma aan de Fresno Christian High School en de Fresno State University. Ze heeft een Bachelor of Science en een Master of Business Administration.

### Carrière

#### Vroege politieke carrière
In 2000 werd ze genomineerd om de directeur van Community and Economic Development op Fresno State University te worden. Swearengin was in 2002 medeoprichter van het Regional Jobs Initiative (RJI), een initiatief om werkelozen in Fresno County te helpen. Ze was tevens de COO van het initiatief.
In 2005 werd ze de uitvoerend leider van het California Partnership voor de San Joaquin Valley, een groep gevormd door de voormalige republikeinse gouverneur Arnold Schwarzenegger. Momenteel is ze de ondervoorzitter van de raad van bestuurders.

#### Burgemeester van Fresno
In 2008 deed ze mee aan de verkiezingen voor de functie als burgemeester van Fresno en werd op 4 november 2008 gekozen voor de taak, nadat ze campagne had gevoerd voor vier kwesties: banen en onderwijs, veiligheid en kwaliteit van de wijken, een behulpzame overheid en regionaal leiderschap. Ze versloeg haar tegenstander Henry T. Perea met 54% van de stemmen voor haar en 45% voor hem. Swearengin trad aan op 6 januari 2009 en volgde daarmee Alan Autry op.
In 2012 werd ze herkozen voor een tweede termijn met 75%, waarmee ze vier tegenstanders had verslagen.

#### Kandidatuur voor State Controller
In maart 2014 maakte Swearengin bekend dat ze zich verkiesbaar stelt voor de functie van State Controller van Californië. Ze eindigde als eerste in een algemene voorverkiezing, waardoor ze het in de algemene verkiezing op 4 november 2014 moest opnemen tegen Betty T. Yee, een Democrate. Yee werd met 53% van de stemmen verkozen boven Swearengin, die 47% van de stemmen kreeg.